# Tomášovský výhľad

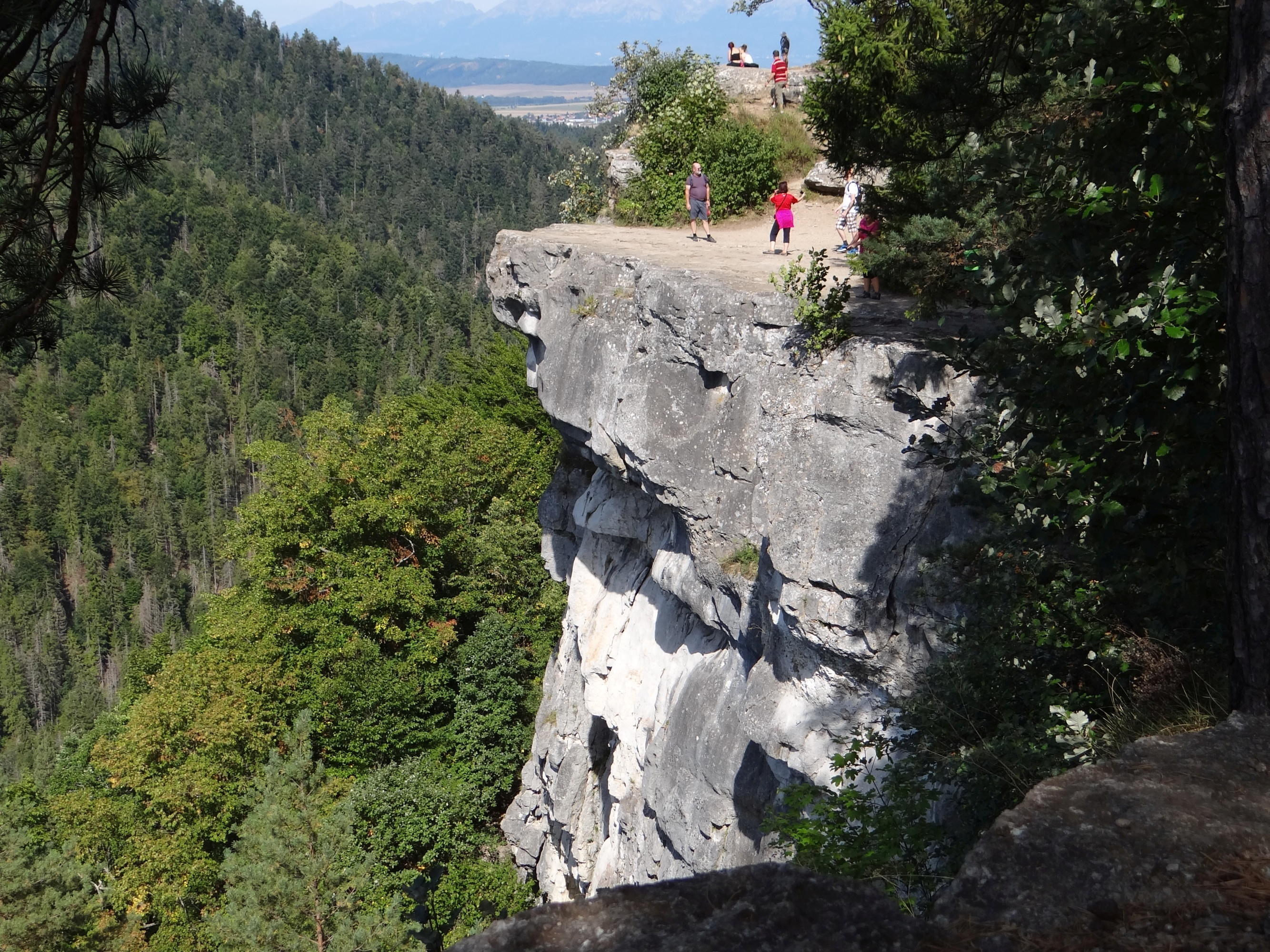
Widok na Tomašovský výhľad ze szlaku turystycznego

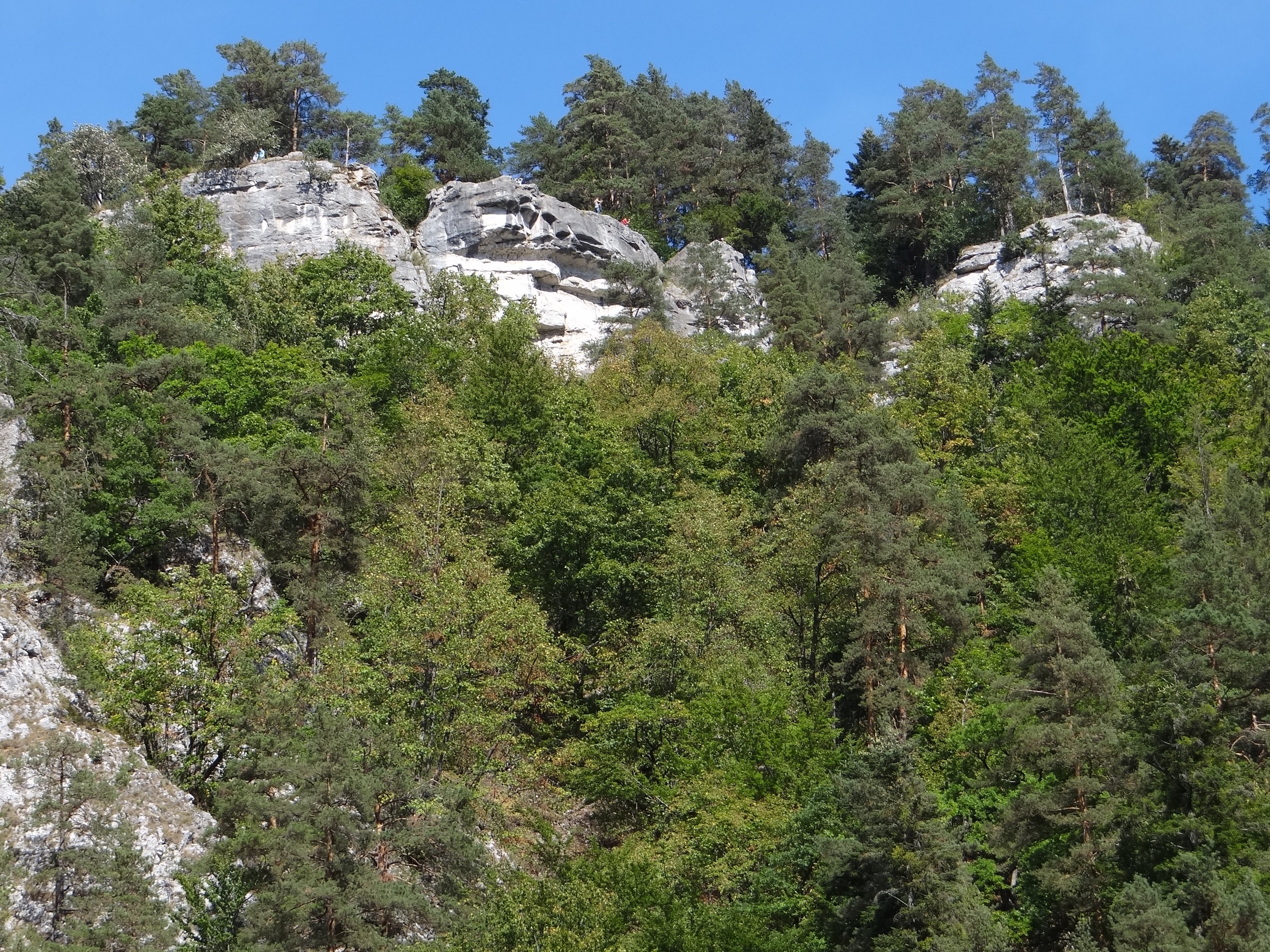
Widok z doliny Hornadu

Tomášovský výhľad (w tłumaczeniu na język polski: Tomaszowski Widok) – skalna galeria w Słowackim Raju. Znajduje się na lewym zboczu doliny Hornadu, nieco poniżej miejsca, w którym po prawej stronie uchodzi do niego Biely potok. Od góry Tomášovský výhľad zakończony jest płaską skalną platformą, położoną na wysokości 667 m n.p.m., do Hornadu zaś opada skalną ścianą o wysokości około 150 m. Górna część tej ściany jest przewieszona, dolna to skalne urwisko, miejscami poprzerastane drzewami. W górnej części ściany, bezpośrednio w sąsiedztwie szlaku turystycznego znajduje się jaskinia Michalova diera. 
Z plaftormy Tomaszowskiego Widoku rozciąga się widok na dolinę Hornadu i Bielego Potoku oraz wzniesienia Čertova sihoť i Kolisky. Podcinającą go ścianę po raz pierwszy przeszli 8 października 1938 r. A. Brnčal, A. Huba i E. Leschinský. Obecnie wspinacze przeszli na niej około 200 dróg wspinaczkowych i ściana ta jest stałym miejscem treningu górskiej wspinaczki i zawodów wspinaczkowych.
Na Tomašovský výhľad można wyjść z Čingova (1 godzina),  z Spišskich Tomášovców (45 min) lub z dna doliny Hornadu (z rozdroża Pod Tomášovským výhľadom, 50 min). Szlak turystyczny w dwóch miejscach bezpośrednio prowadzi przez jego platformę. Na platformie tej często odpoczywają turyści, podziwiając widoki. Znajduje się na niej także skrzyżowanie dwóch szlaków turystycznych.
Szlaki turystyczne
  Čingov – Tomášovský výhľad – rozdroże Pod Tomášovským výhľadom – Letanovský mlyn – Čertova sihoť – Ihrík – Zelená hora – Hrdlo Hornádu
  rozdroże Pod Tomášovským výhľadom – Spišské Tomášovce